# Léon Soulier
Léon-Raymond Soulier (ur. 13 stycznia 1924 w Le Malzieu-Ville, zm. 25 grudnia 2016 w Chirac) – francuski duchowny katolicki, biskup diecezjalny Pamiers 1971-1987 i Limoges 1988-2000.

## Życiorys
Święcenia kapłańskie otrzymał 7 września 1947.
22 czerwca 1971 papież Paweł VI mianował go biskupem diecezjalnym Pamiers. 12 września tego samego roku z rąk biskupa René Boudona przyjął sakrę biskupią. 9 lipca 1987 wyznaczony na biskupa koadiutora Limoges. 13 lipca 1988 objął obowiązki biskupa diecezjalnego w tamtejszej diecezji. 24 października 2000 ze względu na wiek na ręce papieża Jana Pawła II złożył rezygnację z zajmowanej funkcji.
Zmarł 25 grudnia 2016.